# پایگاه هوایی پتروفسک
پایگاه هوایی پتروفسک (به انگلیسی: Petrovsk (air base)) یک فرودگاه نظامی است که یک باند فرود بتن دارد و طول باند آن ۲۰۰۰ متر است. این فرودگاه در کشور روسیه قرار دارد و در ارتفاع ۲۰۷ متری از سطح دریا واقع شده است.